# Helen Marten
Helen Marten (* 1985 in Macclesfield) ist eine britische Künstlerin. Sie beschäftigt sich u. a. mit Skulpturen, die aus alltäglichen Gegenständen gefertigt werden. 2016 wurde sie mit dem Turner-Preis ausgezeichnet.

## Leben
Marten studierte an der Ruskin School of Art an der Oxford University (2005–2008) und am Central Saint Martins College of Art and Design (2004) in London. Ihre Werke sind in New York (Museum of Modern Art), Norwegen, Italien und Deutschland zu finden.
In Deutschland wird sie von der Galerie König vertreten.
Helen Marten lebt und arbeitet in London.

## Auszeichnungen (Auswahl)
- The Hepworth Wakefield Preis 2016
- Turner-Preis 2016

## Ausstellungen (Auswahl)
- Chisenhale Gallery London 2012
- Fridericianum (Kassel) 2014
- Helen Marten: Dark Brown House, Serpentine Gallery London 2016